# ザクセン＝アンハルト (フリゲート)
ザクセン＝アンハルト（ドイツ語: Sachsen-Anhalt, F 224）は、ドイツ海軍のフリゲート。バーデン・ヴュルテンベルク級フリゲートの3番艦。艦名はザクセン＝アンハルト州に由来する。なお、艦艇名としてはドイツ海軍通して初の命名である。

## 艦歴
2014年6月4日に起工し、2016年3月4日に進水。2021年5月17日に就役。